# Gonguembo
Gonguembo (auch NGonguembo) ist ein Landkreis im Norden Angolas.

## Geschichte
Vor der Unabhängigkeit Angolas 1975 trug der Ort den portugiesischen Namen Quilombo dos Dembos. Danach erhielt er den aktuellen Namen, während die frühere Bezeichnung noch als Gemeindename beibehalten wurde. Alternativ wird auch für die Gemeinde Quilombo dos Dembos gelegentlich der Ortsname Gonguembo verwendet.

## Verwaltung
Gonguembo ist Sitz eines gleichnamigen Kreises (Município) der Provinz Cuanza Norte. Das Kreisgebiet umfasst 1400 km² mit rund 8.000 Einwohnern (Schätzung 2014). Die Volkszählung 2014 soll fortan gesicherte Bevölkerungsdaten liefern.
Drei Gemeinden (Comunas) bilden den Kreis Gonguembo:
- Camame
- Cavunga
- Quilombo dos Dembos, oder auch NGonguembo/Gonguembo (nach dem Sitz der Gemeinde)

Neben den Gemeindesitzen sind Mussusso Cafuta, Velho Yango und Lundo die bedeutendsten Ortschaften im Kreis.